# Jan Mörtberg
Jan Frans Thomasson Mörtberg, född 8 november 1954 i Överluleå församling i Norrbottens län, är en svensk militär.
Mörtberg tjänstgjorde 1974–1975 i United Nations Emergency Force på Sinaihalvön. Han tog officersexamen vid Krigsskolan 1977 och blev löjtnant vid Norrbottens regemente med Norrbottens pansarbataljon samma år. Han befordrades till kapten 1980 och major 1985. Utöver regementstjänstgöringen var han vid denna tid lärare vid Infanteriets officershögskola och Infanteriets och kavalleriets officershögskola. År 1981 gjorde han FN-tjänst på Cypern och 1985–1987 gick han Högre stabskursen för armén vid Militärhögskolan. Han tjänstgjorde också i internationella insatser i Libanon 1987–1988 och i Afghanistan 1988. Åren 1988–1990 tjänstgjorde han vid Arméstaben och 1990–1992 vid Försvarsstaben, med uppehåll för tjänstgöring i Irak och Kuwait 1991. Han var 1992–1993 kompanichef vid Norrbottens regemente med Norrbottens pansarbataljon och tjänstgjorde 1993–1994 vid Operationsledningen i Försvarsstaben.
Han befordrades 1994 till överstelöjtnant och var lärare i strategi vid Militärhögskolan 1994–1995 och huvudlärare i strategi där 1995–1996. I den nyskapade Försvarshögskolan var han huvudlärare i strategi 1997–1998. Därefter var han utbildningsledare vid Ångermanlandsbrigaden 1998–1999, befordrades till överste 2000 och var militärsakkunnig i Försvarsdepartementet 2000–2003. Han var chef för Institutionen för säkerhet och strategi vid Försvarshögskolan 2003–2006. Åren 2006–2010 var han chef för Norrbottens regemente och Bodens garnison, varpå han återvände till Försvarshögskolan och var chef för Institutionen för säkerhet, strategi och ledarskap 2010–2016.
Jan Mörtberg invaldes 1998 som ledamot av Kungliga Krigsvetenskapsakademien. Han har också varit ämbetsman inom Svenska Frimurare Orden.

## Utmärkelser
- Kommendörstecknet av Finlands Lejons orden, 19 maj 2016.[2]